# Acronicta anaedinella
Acronicta anaedinella är en fjärilsart som beskrevs av Embrik Strand 1921. Acronicta anaedinella ingår i släktet Acronicta och familjen nattflyn. Inga underarter finns listade i Catalogue of Life.